# Sterrebeek

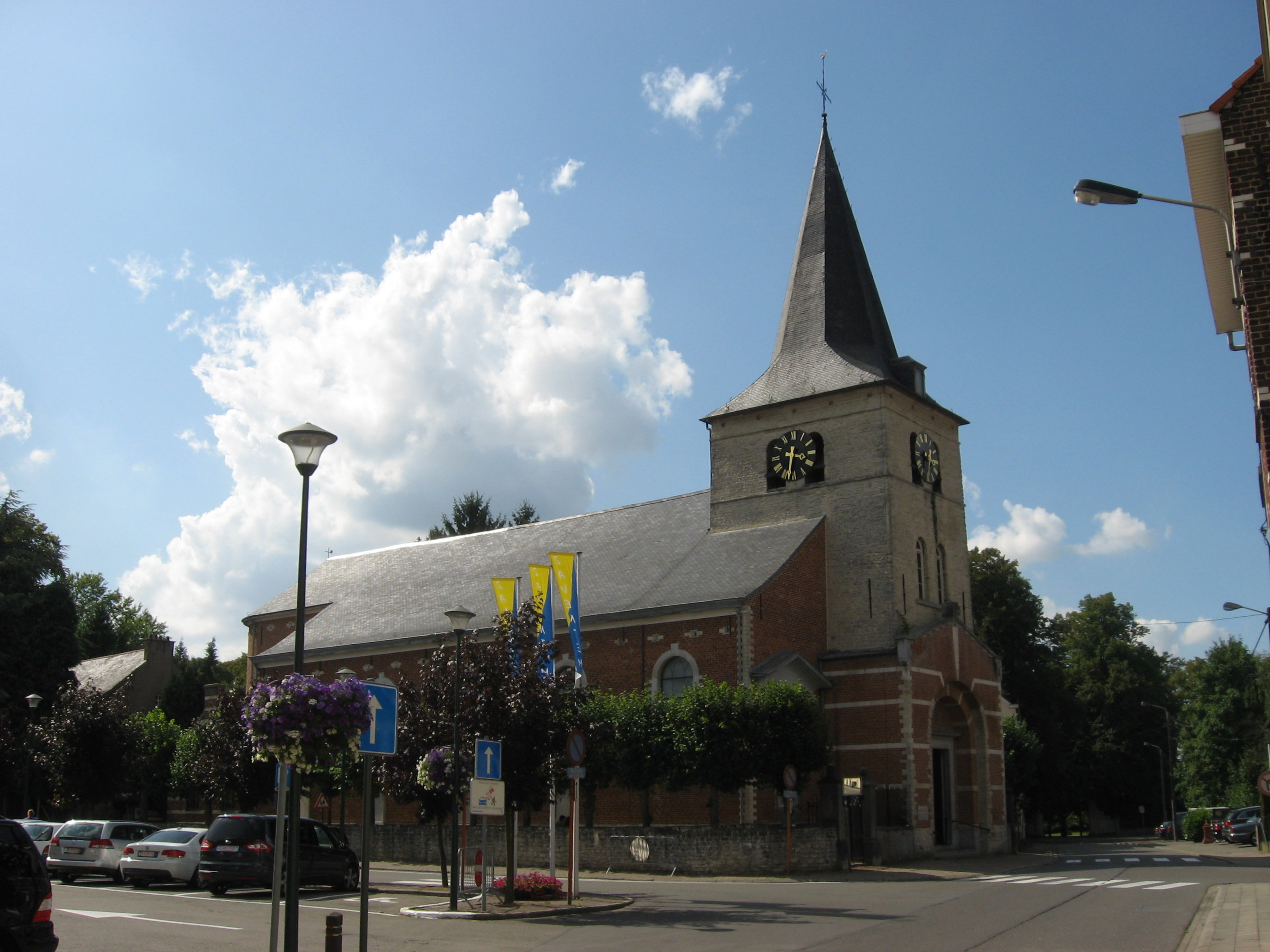
Biserica Sint-Pancratius Sterrebeek

Sterrebeek este o suburbie situată în partea de nord-est a Bruxellesului, capitala Belgiei. Este parte a municipalității Zaventem, în provincia Brabantul Flamand.
În Sterrebeek funcționează Brussels American School, o școală pentru copiii angajaților Ministerului Apărării al Statelor Unite rezidenți în Belgia.